# 耿獻忠
耿獻忠（？—17世紀），字伯良，西安府武功縣人，明朝、南明政治人物。

## 生平
耿獻忠是一名選貢，獲授巢縣知縣，制止黃得功出兵；之後改任金華府同知，協助朱大典守城，大典死後前往廣東，擢任廣西布政使。他和都指揮使胡日恭投降清朝，任命為廣西巡撫，而日恭則擔任督糧參議。永曆元年（1647年）陳邦傅收復梧州府，耿獻忠逃走；到李成棟反正，他和藤梧道、戚元弼率先投誠，歷任通政使、戶部左侍郎，次年（1648年）十二月晉工部尚書，很快在永曆三年（1649年）被李元胤彈劾罷官，後事不詳。

## 引用
1. 1 2  錢海岳《南明史·卷五十七·列傳第三十三》：耿獻忠，字伯良，武功人。選貢。授巢縣知縣，戢黃得功兵。遷金華同知，助朱大典共城守。大典死，走入粵。累擢廣西布政使。
2. ↑  錢海岳《南明史·卷五十七·列傳第三十三》：與都司胡日恭降清，為廣西巡撫；日恭為督糧參議。陳邦傅復梧州，獻忠遁。及李成棟反正，與藤梧道、戚元弼首先歸命。歷通政使、戶部左侍郎。永曆二年十二月，晉工部尚書。後為李元胤劾罷。
3. ↑  錢海岳《南明史·卷二十四·表第十》永曆三年己丑條：耿獻忠 十二月罷（工部尚書）。